# Даханасойська гребля
Даханасойська гребля — гідротехнічна споруда на півночі Таджикистану.
Греблю спорудили в 1982 році на річці Даханасой (у верхній течії Басманда), що дренує північний схил Туркестанського хребта та належить до лівобережної частини сточища Сирдар'ї.
У межах проєкту долину річки перекрили насипною греблею висотою 50 метрів (втім, є відомості, що глибина створеної нею водойми досягає 60 метрів) та довжиною понад півтори сотні метрів.
Гребля утримує водосховище об'ємом 28 млн м3 з площею поверхні 2,81 км2 та найбільшою шириною 0,7 км.
Призначенням споруди є іригація, водопостачання та захист від повеней.